# Płytkopochodny czynnik wzrostu
Płytkopochodny czynnik wzrostu, PDGF (od ang. platelet-derived growth factor) – jeden z czynników wzrostu, czyli białek regulujących różnicowanie i podziały komórki. Odgrywa istotną rolę w angiogenezie. Jest dimerem.
Wyróżnia się pięć izoform tego czynnika: PDGF-A (zbudowany z dwóch łańcuchów A), PDGF-AB (zbudowany z łańcucha A i łańcucha B), PDGF-B (zbudowany z dwóch łańcuchów B), PDGF-C (zbudowany z dwóch łańcuchów C) i PDGF-D (zbudowany z dwóch łańcuchów D). Łańcuch B kodowany jest przez onkogen c-sis.